# Labrousse (Haute-Loire)
Pour les articles homonymes, voir Labrousse.
Labrousse  est une ancienne commune de la Haute-Loire, supprimée en 1845. Son territoire a été partagé entre les communes actuelles d'Agnat et de Chaniat.

## Histoire
Le village de Labrousse est composé des hameaux de Lupiat, Labrousse, Lentre-vieux et Lentre-jeune. En 1806, Lupiat compte treize maisons et 91 habitants, Lentre-vieux, cinq maisons et 37 habitants, Lentre-jeune, onze maisons et 72 habitants et le centre-bourg Labrousse, seulement deux maisons et quinze habitants.
En 1845, la commune s'étend sur 484 hectares et compte 201 habitants. La commune est supprimée le 4 juin 1845 et intégrée aux communes d'Agnat et de Chaniat sur la demande des habitants. Les hameaux de Lupiat et le village de Labrousse sont intégrés à Agnat, les hameaux de Lentre-vieux et Lentre-jeune à Chaniat.

## Patrimoine
L'église Sainte-Foi-de-la-Brousse a été construite au XIIe siècle puis reconstruite au XVe siècle après sa destruction par les Anglais. Elle dépendait de l'Ordre hospitalier de Saint-Antoine. Vendue comme bien national en 1791, elle est inscrite aux monuments historiques depuis le 27 octobre 1986.